# Demetre Gurieli
Demetre Gurieli, Demetrio de Guria o Demetre de Guria (en georgiano: დემეტრე გურიელი, fallecido c. 1668)), de la Casa de Gurieli, fue príncipe de Guria de 1658 a 1668 y rey de Imericia de 1663 a 1664. 
Su gobierno, tanto en Guria como en Imericia fue como resultado de golpes de estado y parte de una caótica guerra civil que se libró en estos estados del oeste de Georgia. El reinado de Demetre en Imericia terminó con su destitución y la pena de ceguera.

## Biografía
Demetre era miembro de los Gurieli, una familia de príncipes reinantes de Guria. Su parentesco no está atestiguado directamente en las crónicas y documentos que han llegado hasta nosotros. Demetre parece que haya sido hijo de Simón I Gurieli, un parricida que fue depuesto y cegado en 1626. Demetre apareció en la historia en 1658, cuando fue instalado en Guria por el rey Alejandro III de Imericia en lugar de su pariente, Kaijosro I Gurieli, a quien el rey había depuesto y obligado a exiliarse a Estambul. Demetre, formalmente monje  ortodoxo, aceptó el nuevo cargo con la condición de que pudiera donar la iglesia del Redentor en Aketi como un metoquión a la sede patriarcal de Bichvinta. En 1660, Kaijosro, con el apoyo otomano, regresó y puso a Demetre en fuga a Imericia. Demetre pudo reanudar su gobierno en Guria después de que el príncipe Machutadze asesinara a Kaijosro.
En su confrontación con Kaijosro, Demetre confió en Vameq III Dadiani, un ambicioso príncipe de Mingrelia y brevemente rey de Imericia, a quien finalmente traicionó y se unió al rey Vajtang V de Kartli, que intervino en la caótica guerra civil en Imericia en 1661. En medio de una serie de golpes y contragolpes, una parte de los nobles imericianos hizo rey a Demetre después de la abdicación del hijo de Vajtang V, Archil, en 1663. Su gobierno resultó de corta duración pues los imericianos lo capturaron, lo cegaron, lo expulsaron y restauraron a Bagrat V.
Según el historiador georgiano del siglo XVIII, el príncipe Vajushti, la caída final de Demetre ocurrió en 1668. A partir de entonces desapareció de la historia. Como príncipe de Guria, fue sucedido por Jorge III Gurieli, un hijo exiliado de su antiguo enemigo, Kaijosro Gurieli. Es de notar que la datación de Vajushti es cuestionada en la historiografía moderna, en particular por Davit Jajutaishvili, quien argumentó que el gobierno de Demetre en Guria debería haber terminado, a más tardar, en 1664.